# Woning Sap
Woning Sap is een moderne villa in de Belgische gemeente Vosselaar. De woning werd gebouwd naar ontwerp van de Belgische architect Eugène Wauters rond 1972-1975.
De woning heeft een gelijkvloerse verdieping onder een plat dak. Ze is opgebouwd als een geometrisch, doosachtig volume. De inkompartij springt uit en is opengewerkt. Gevelhoge ramen en lichtkoepels zorgen voor extra lichtinval.